# Srpske Toplice

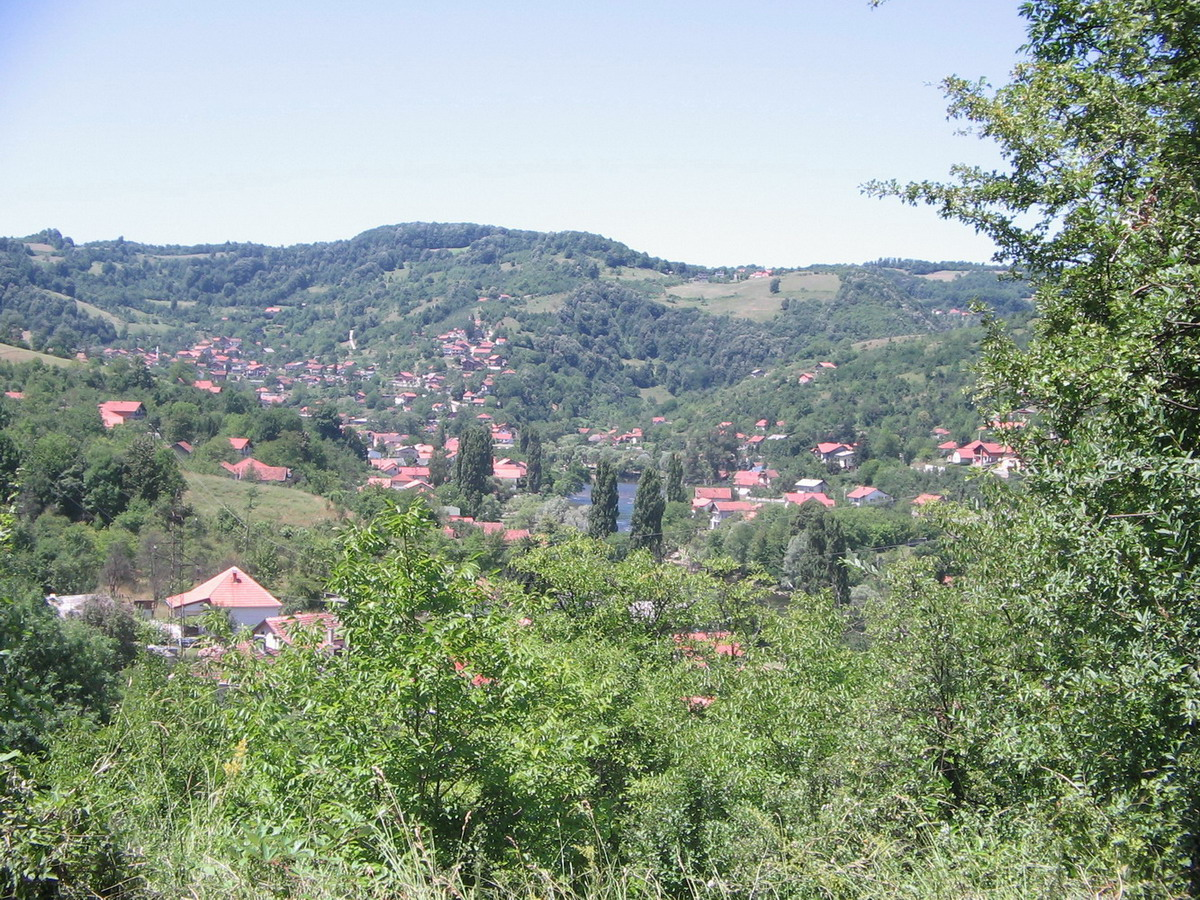
Vue générale de Srpske Toplice

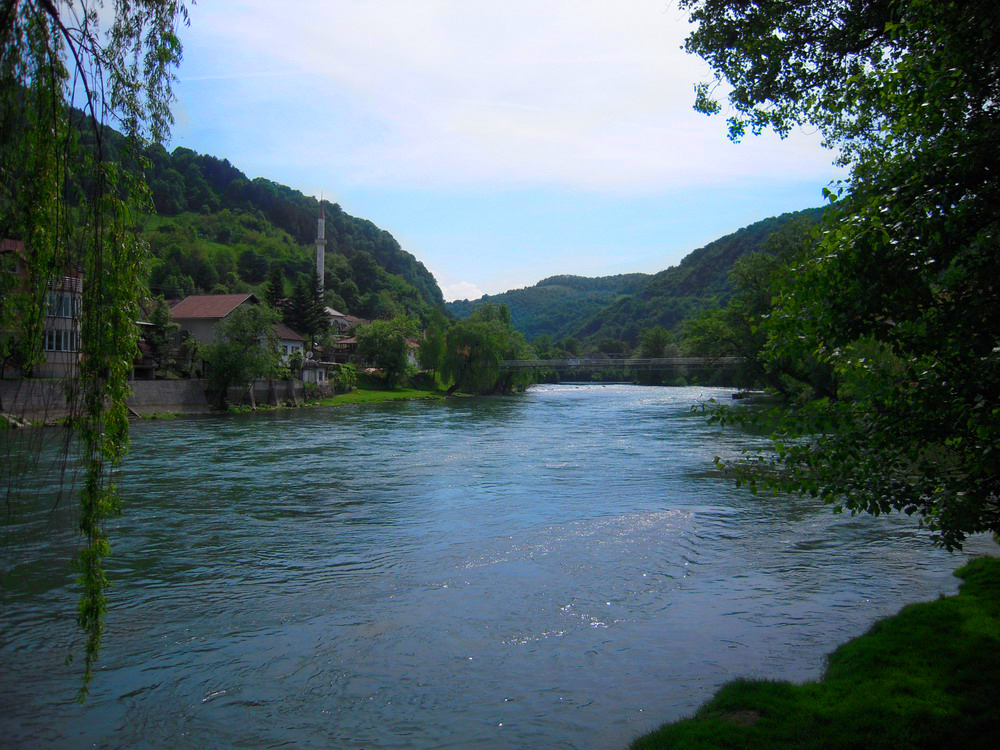
Le Vrbas à Srpske Toplice

Srpske Toplice (en serbe cyrillique : Српске топлице) est un faubourg et une communauté locale de Banja Luka, la capitale de la république serbe de Bosnie, Bosnie-Herzégovine. Au recensement de 1991, la communauté locale comptait 4 920 habitants, dont une majorité de Musulmans (Bosniaques).
Jusqu'à la guerre de Bosnie-Herzégovine, Srpske Toplice portait le nom de Šeher ou Gornji Šeher.

## Géographie
Srpske Toplice se trouve au sud de la ville de Banja Luka.

## Hydrologie
En plus de la rivière Vrbas, Srpske Toplice est traversée par la Suturlija et son territoire compte huit sources d'eau thermale, dont la température s'élève à 32 °C.

## Histoire
Sous l'Empire romain, les eaux thermales de Srpske Toplice étaient déjà exploitées. Un petit village y fut créé sur la rive droite du Vrbas, tandis qu'une route longeait la rive gauche, reliant Split (Spalatum)) à Gradiška (Servitium/Serbinum), la province de Dalmatie avec celle de Pannonie.
Le village fut conquis par les Ottomans en 1521. Vers 1580, Ferhat-pacha Sokolović construisit une čaršija à quelques kilomètres du village, non loin de l'actuelle forteresse Kastel de Banja Luka. En 1583, Srpske Toplice fit partie du pachalik de Bosnie. De cette période date la partition de l'actuel faubourg en deux Šeher (villes), Gornji Šeher et Donji Šeher.